# Die Hard: Vendetta
Die Hard: Vendetta è un videogioco sparatutto in prima persona del 2002, originariamente uscito in esclusiva per Nintendo GameCube. In seguito il videogioco è stato reso disponibile per PlayStation 2 ed Xbox. Il titolo è ispirato al franchise cinematografico Die Hard. 
La storia del videogioco si svolge dopo i primi tre capitoli della serie di film, ed il giocatore controlla il personaggio di John McClane alle prese con un nuovo gruppo di terroristi. Reginald VelJohnson doppia il personaggio di Al Powell. Nel gioco è inoltre presente il personaggio di Lucy, figlia di McClane ed agente della L.A.P.D.

## Trama
La storia inizia con un piccolo tutorial per familiarizzare con i controlli del gioco e le azioni di base. Dopo la breve formazione, e attraverso la televisione, in una presentazione di un famoso dipinto per una galleria d'arte, c'è un piccolo alterco, che coinvolge Lucy McClane, che fa anche parte della polizia. Da quel momento accadranno diversi atti terroristici, guidati da Piet Gruber, figlio di Hans Gruber (interpretato da Alan Rickman in Trappola di cristallo).

## Modalità di gioco
Die Hard: Vendetta è separata da altri giochi d'azione in prima persona con la sua trama e i suoi elementi. Ciò include situazioni di ostaggio che hanno più esiti, enigmi ambientali e interazioni di personaggi NPC. John McClane può comunicare con diversi PNG per ottenere consigli su come superare le numerose situazioni del gioco.
McClane può anche prendere in ostaggio i nemici, che reagiranno in modo diverso a seconda del grado degli ostaggi. I colpi alla testa nel gioco vengono ricompensati con una sequenza che mostra la telecamera panoramica che utilizza un effetto temporale (simile a un effetto di Max Payne).